# Statssuccession
Statssuccession är att en stat avskaffas eller krymper och ersätts av en eller flera stater (ofta en ny stat eller flera nya stater) vad gäller ansvar för och internationella relationer för det territorium, som den försvunna eller krympta staten förlorat. Denna del av folkrätten behandlar hur stater skall agera när en stat upphör eller krymper, och en eller flera stater övertager territoriet som den förutvarande ägarstaten förlorat.
I Wienkonventionen om statsuccession definieras två begrepp:
- predecessor state, franska état prédécesseur: stat som ersatts av annan stat – på svenska kallat ”föregångarstat”

- successor state, franska état successeur: stat som ersätter annan stat –  på svenska kallat ”efterträdarstat” eller ”efterföljarstat”[3] eller ”successorstat”

Dessutom finns ett tredje begrepp, som är relevant när en statsledning hävdar att deras stat har kontinuitet med en tidigare form av staten som fanns i ifrågavarande område, trots en omvälvande förändring:
- continuator state, contining state, eller continuator, på franska état continuateur; på svenska närmast ”fortsättarstat”

Statssuccessionrätten handlar om territorium, och om de rättigheter och skyldigheter som kan medfölja, när territorium övertages av en stat. Benämningarna ”företrädarstat” och ”efterträdarstat” innebär, att vissa stater har de relationerna i förhållande till ett visst territorium; en efterträdarstat är efterträdare på visst territorium som tillhörde företrädarstaten. En efterträdarstat kan vara en ny stat, men kan också vara en existerade stat som övertager territorium från en annan stat.

## Rättsfrågor påverkade av statsuccessionsrätten
De viktigaste områdena som påverkas av statsuccessionsrätten är:
- internationella avtal: vilka stater som, efter en statssuccessionshändelse, är bundna av internationella avtal
- medlemskap i internationella organisationer (ett speicalfall av föregående punkt)
- reglering av en företrädarstats skulder och tillgångar, inom och utom staterna som deltar i statssuccessionsakten
- meborgarskap
- ansvar för företrädarstatens handlingar[1]

Folkrätten ger inte tydlig vägledning inom ovannämnda områden; statssuccession är ett område där betydande oklarhet råder. Innehållet i begreppen ”succession”, ”kontinuitet”, ”företrädarstat”, ”efterträdarstat” och ”fortsättarstat” beror till stor del på staters praxis.

## Företrädarstat
En företrädarstat upphör ofta att existera, men det händer också att en stat förlorar territorium till en annan stat, eller till en eller flera nybildade stater. Vare sig den gamla staten upphör eller ej, kallas den ”företrädarstat” med avseende på det territorium som överförts till andra stater eller nya stater.

### Exempel på företrädarstater
En företrädarstat som inte har någon fortsättarstat är Tjeckoslovakien. Ingen stat gör anspråk på att ha samma statsrättsliga identitet som Tjeckoslovakien.
En företrädarstat vars identitet som rättssubjekt har överlevt är Sovjetunionen. Det fordrades argumentation från Ryska federationen för att detta skulle ske. Andra stater erkände att Ryska federationen har samma juridiska identitet som Sovjetunionen; Ryska federationen är Sovjetunionens fortsättarstat.
En företrädarstat som oomtvistat har fortsatt med samma identitet och samman namn är Sudan, efter att Sydsudan utträdde ur Sudan. Till skillnad mot fallet med Sovjetunionen–Ryssland behövdes inga klargöranden av andra stater.

## Efterträdarstat
En efterträdarstat är en suverän stat som rättsligt inte anses vara samma stat som en föregångarstat, men omfattar åtminstone en del av föregångarstatens territorium, har utvecklats ur föregångarstaten, eller övertagit territorium från föregångarstaten, och har övertagit ett antal av föregångarstatens rättigheter och förpliktelser i relation till visst territorium.
En efterträdarstat behöver inte vara en nyskapad stat; det kan vara en stat, som övertager territorium av en annan stat.

### Exempel på efterträdarstater
Tjeckien och Slovakien är efterträdarstater till föregångarstaten Tjeckoslovakien. Tjeckoslovakien har upphört, och Tjeckien och Slovakien har valts in i Förenta nationerna som nya stater, men de har ett rättsligt samband med Tjeckoslovakien i fråga om avtal och dylikt.

## ”Fortsättarstat”
På större språk görs en skillnad mellan efterträdarstat och ”continuator state”; på svenska bleve det ”fortsättningsstat” eller ”fortsättarstat”. ”Fortsättarstat” är inte definierat i konventionstext, men genom staters handlande är det fastlagt att en föregångarstat som förlorar territorium, men av andra stater anses överleva som rättssubjekt, blir en fortsättningsstat.

### Exempel på fortsättarstat
Ryska federationen hävdar att federationen är Sovjetunionens continuator state, och att Sovjetunionen och Ryska federationen är väsentligen samma stat. Ur Sovjetunionen har dessutom sprungit efterträdarstater som Belarus. Begreppet ”fortsättarstat” används av stater som vill betona att de är samma stat som före en omvälvande förändring.

## Skillnad mellan efterträdarstat och fortsättarstat
Det är det internationella samfundet av stater som avgör, huruvida en stat är en fortsättarstat eller en efterträdarstat. Ryska federationens anspråk på att vara fortsättarstat till Sovjetunionen vann erkännande, och Ryska federationen fortsatte att ha Sovjetunionens säte i FN:s säkerhetsråd.
Däremot misslyckades det för Förbundsrepubliken Jugoslavien att få erkännande för att Förbundsrepubliken Jugoslavien vore fortsättarstat till Socialistiska federativa republiken Jugoslavien. Förbundsrepubliken Jugoslavien bestod av Serbien och Montenegro. Förbundsrepubliken Jugoslavien fick därför söka medlemskap i FN.
Ett kriterium som skiljer efterträdarstat från fortsättarstater är således, att efterträdarstater behöver söka medlemskap i FN, medan fortsättarstater sitter kvar på företrädarstatens plats. Ett tidigt exempel är att Indien satt kvar på det tidigare sammanhållna Indiens säte i FN efter Indiens delning, medan Pakistan måste ansöka om medlemskap i FN.
Ett erkännande av att en stat är en fortsättarstat innebär att statsuccession icke föreligger på det territorium, som fortsättarstaten behärskar.

## Exempel på termernas användning i ett fall av statssuccession
Staten Bangladesh skapades genom att östra delen av Pakistan utträdde ur Pakistan. Bangladesh är efterträdarstat i östra delen av det tidigare sammanhållna Pakistan; Pakistan är företrädarstat i förhållande till nuvarande Bangladeshs territorium, och Pakistan är även fortsättarstat i förhållande till det sammanhållna Pakistan.

## Revolutionära omvälvningar leder ej till statssuccession
Statssuccession skall icke förväxlas med att en stat omdanas på ett omvälvande sätt. Byte av statsledning (government) eller av styrelseskick/statsskick (system of government) anses vanligen inte betyda, att statssuccession föreligger.

## Sammanfattning om terminologi
På större språk finns alltså en tydlig terminologi med latinskt ursprung: predecessor, successor och continuator. På svenska är terminologin vad avser kontinuatorstat (”fortsättarstat”) inte fast etablerad. I svenska källor finns inte många exempel på att ”fortsättarstat” används som ett begrepp skilt från efterföljarstat. Ett av få exempel är SOU 2003:18 om Raoul Wallenberg, som noterar att ”Rysslands dåvarande utrikesminister Andrej Kozyrev förklarade redan i januari 1992 att Ryssland ansåg sig vara Sovjetunionens fortsättarstat (’gosudarstvo-prodolzjatel’) (Novoje vremja, 14/1-1992)”.